# 네하 카푸르
네하 카푸르(영어: Neha Kapur, 1984년 3월 31일 ~ )는 인도의 모델, 배우이다.

## 생애 초반
카푸르는 뉴델리에서 힌두교도 펀자브인 가정의 딸로 태어났다. 어린 시절에는 고전 무용 형식을 배웠는데 4년 동안 바라타나티암을 배웠고 8년 동안 카타크를 배웠다. 그는 펄 아카데미에서 패션 디자인 학위를 받았다.

## 경력
카푸르는 2006년 미스 인디아 유니버스에서 우승을 차지했으며 미스 프레시 페이스, 미스 포토제닉을 수상했다. 2006년 7월 23일에 열린 2006년 미스 유니버스에서 인도 대표로 참가했고 준결승에서 톱 20위에 들었다.

## 사생활
카푸르는 2011년 12월 22일에 영국의 인도계 배우인 쿠널 나이어와 결혼했다.